# Nam Trân
Nam Trân (15 tháng 2 năm 1907-21 tháng 12 năm 1967), tên thật là Nguyễn Học Sỹ là một nhà thơ Việt Nam, nguyên hội viên sáng lập Hội Nhà văn Việt Nam, nguyên cán bộ nghiên cứu Viện Văn học Việt Nam.

## Tiểu sử
Nam Trân sinh ngày 15 tháng 2 năm 1907 tại làng Phú Thứ Thượng, xã Đại Quang, huyện Đại Lộc, tỉnh Quảng Nam.
Lúc còn nhỏ (đến năm 12 tuổi), ông đã học chữ Hán và đã tập làm những lối văn trường ốc. Sau đó, ông vào học tại trường Quốc học, Huế, rồi trường Bưởi, Hà Nội. Học xong, ông có bằng tú tài bản xứ và đi làm tham tá tòa khâm sứ Huế, sau đó làm tá lý bộ Lại (tòng tam phẩm) và thị lang bộ Lại (chánh tam phẩm), án sát tỉnh Bình Định
Sau Cách mạng tháng Tám, ông tham gia kháng chiến, công tác ở Ủy ban kháng chiến hành chính huyện Đại Lộc, Ủy ban kháng chiến hành chính tỉnh Quảng Nam, rồi làm chánh văn phòng Ủy ban kháng chiến hành chánh liên khu V.
Năm 1954, ông tập kết ra Bắc, công tác ở Ban chấp hành Hội Nhà văn Việt Nam, hội viên Hội Nhà văn Việt Nam (từ năm 1957). Nam Trân là hội viên sáng lập Hội Nhà Văn Việt Nam. Tại Hội nghị thành lập Hội Nhà văn Việt Nam 5/1957, Ban Chấp hành được bầu ra gồm 25 người (Nông Quốc Chấn, Nguyễn Công Hoan, Nguyễn Đình Thi, Tú Mỡ, Anh Thơ, Mộng Sơn, Cầm Biêu, Nguyễn Xuân Sanh, Nguyễn Huy Tưởng, Hoàng Cầm, Sao Mai, Tố Hữu, Hoàng Tích Linh, Nguyên Hồng, Bửu Tiến, Xuân Diệu, Đoàn Giỏi, Phạm Huy Thông, Tế Hanh, Nam Trân, Vũ Tú Nam, Hoàng Trung Thông, Xuân Miễn, Tô Hoài, Nguyễn Tuân.)
Năm 1959 công tác tại Viện Văn học, chuyên về dịch thuật. Ông cũng là một trong những cán bộ giảng dạy lớp đại học Hán Nôm đầu tiên ở miền Bắc, do Ủy ban Khoa học xã hội Việt Nam tổ chức.
Ông mất ngày 21 tháng 12 năm 1967 tại Hà Nội, thọ 60 tuổi.

## Tác phẩm

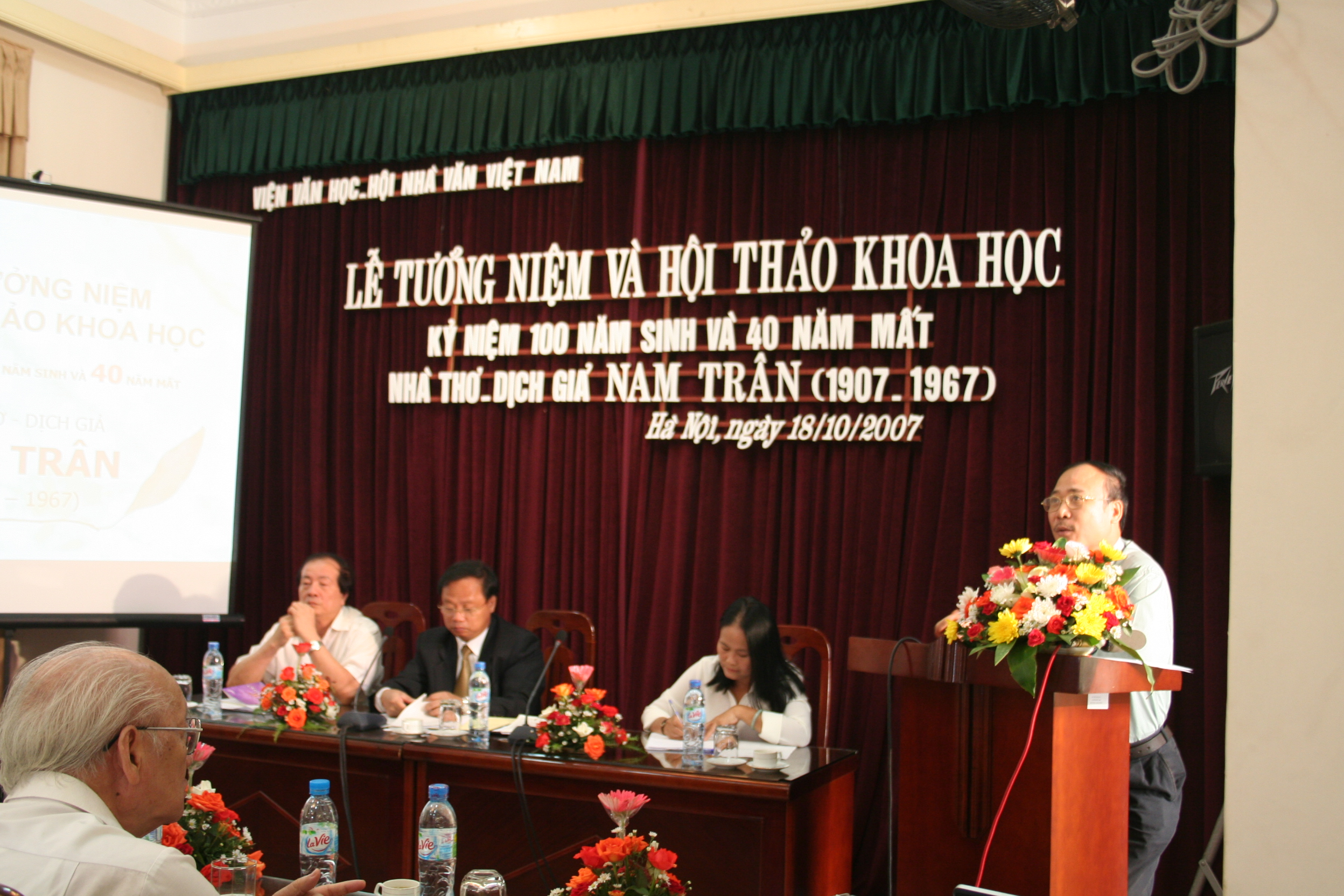
Quang cảnh buổi hội thảo nhân 100 năm ngày sinh và 40 năm ngày mất Nam Trân, tổ chức tại Viện Văn học

Nam Trân đã cho đăng thơ trên các báo và tạp chí: Nam Phong tạp chí, Tạp chí Nghiên cứu Văn học, Sa Đéc tạp chí, An Nam tạp chí, Phong Hóa tạp chí, Tràng An, Tân Tiến tạp chí...
Các tác phẩm chính của ông gồm: Huế, Đẹp và Thơ (1939), Ca dao thi đua, Vườn hạnh phúc (thơ), trong đó thi tập Huế, Đẹp và Thơ mang đến cho ông danh hiệu "thi sĩ của xứ Huế".
Nam Trân là người chủ trì dịch tập Ngục trung nhật ký xuất bản lần đầu năm 1960.
Ông là người tuyển và tham gia dịch Thơ Đường (2 tập), Thơ Tống, Thơ và từ của Mao Trạch Đông, Thơ văn Lý Trần, Thơ Quách Mạt Nhược, Người Xô Viết chúng tôi (với các bút danh: Nam Trân, Tương Như...). 